# Lustosa
Lustosa is een plaats (freguesia) in de Portugese gemeente Lousada en telt 9000 inwoners (2001).